# Valerian és az ezer bolygó városa
A Valerian és az ezer bolygó városa (eredeti cím: Valerian and the City of a Thousand Planets) Luc Besson által rendezett 2017-es francia sci-fi-akciófilm. A történet alapműve a Valérian és Laureline című francia képregénysorozat, amelyet Pierre Christin írt és Jean Claude Mézières rajzolt. A képregény 6. kötete adja a film vázát, aminek a címe Ambassador of the Shadows. A főszereplők Dane DeHaan mint Valerian és Cara Delevingne mint Laureline, továbbá Clive Owen, Rihanna, Ethan Hawke, Herbie Hancock, Kris Wu, valamint Rutger Hauer.
Az Amerikai Egyesült Államokban 2017. július 21-én mutatták be, Franciaországban július 26-án, Magyarországon július 20-án a Big Bang Media forgalmazásában.
A film forgatását 2016. január 5-én kezdték meg Saint-Denis-ben, Párizstól északra.

## Cselekmény
A 28. században Valerian (Dane DeHaan) és Laureline (Cara Delevingne) feladata a jog és rend fenntartása az univerzum emberlakta területein. Valerian magánemberként többet remél egy szakmai kapcsolatnál, ezért szünet nélkül ostromolja partnerét, Laureline-t, aki folyamatosan visszautasítja.
Parancsnokuk (Clive Owen) útmutatása alapján következő küldetésük egy intergalaktikus városba, az Alphába vezet, amelyhez évszázadokon keresztül csatlakoztak földönkívüli lények, hogy megosszák egymással tudásukat, ismereteiket és megismerjék egymás kultúráját. Az „Ezer Bolygó Városa” – ahogy az Alpha űrállomást nevezik – kb. 30 millió lakossal rendelkezik.
Az Alpha szívében egy titokzatos, sötét erő szunnyad, amely hatalmas veszélyt hozhat az egész világegyetemre.  Valerian és Laureline akcióba lép, hogy ezt megakadályozzák.

## Szereplők
| Szerep               | Színész                                        | Magyar hang                          |
| -------------------- | ---------------------------------------------- | ------------------------------------ |
| Valerian őrnagy      | Dane DeHaan                                    | Hamvas Dániel                        |
| Laureline őrmester   | Cara Delevingne                                | Földes Eszter                        |
| Arün Filitt          | Clive Owen                                     | László Zsolt                         |
| Igon Siruss (hangja) | John Goodman                                   | Papp János                           |
| Jolly, a strici      | Ethan Hawke                                    | Kaszás Gergő                         |
| Bubble               | Rihanna                                        | Liptai Claudia                       |
| Neza kapitány        | Kris Wu                                        | Ágoston Péter                        |
| Bob, a kalóz         | Alain Chabat                                   | Végh Péter                           |
| Okto Bar tábornok    | Sam Spruell                                    | Hirtling István                      |
| Kris százados        | Alexandre Willaume                             | Debreczeny Csaba                     |
| Elnök                | Rutger Hauer                                   | Barbinek Péter                       |
| Védelmi miniszter    | Herbie Hancock                                 | Kőszegi Ákos                         |
| Gibson őrnagy        | Ola Rapace                                     | Nagypál Gábor                        |
| Thaziit              | Eric Lampaert                                  | Welker Gábor                         |
| Alex                 | Chloe Hollings                                 | Bertalan Ágnes                       |
| Camelot              | Mathieu Kassovitz                              |                                      |
| A három Doghan-Dagui | Grant Moninger Robbie Rist Christopher Swindle | Hajdu Steve Dankó István Elek Ferenc |

## Kritika

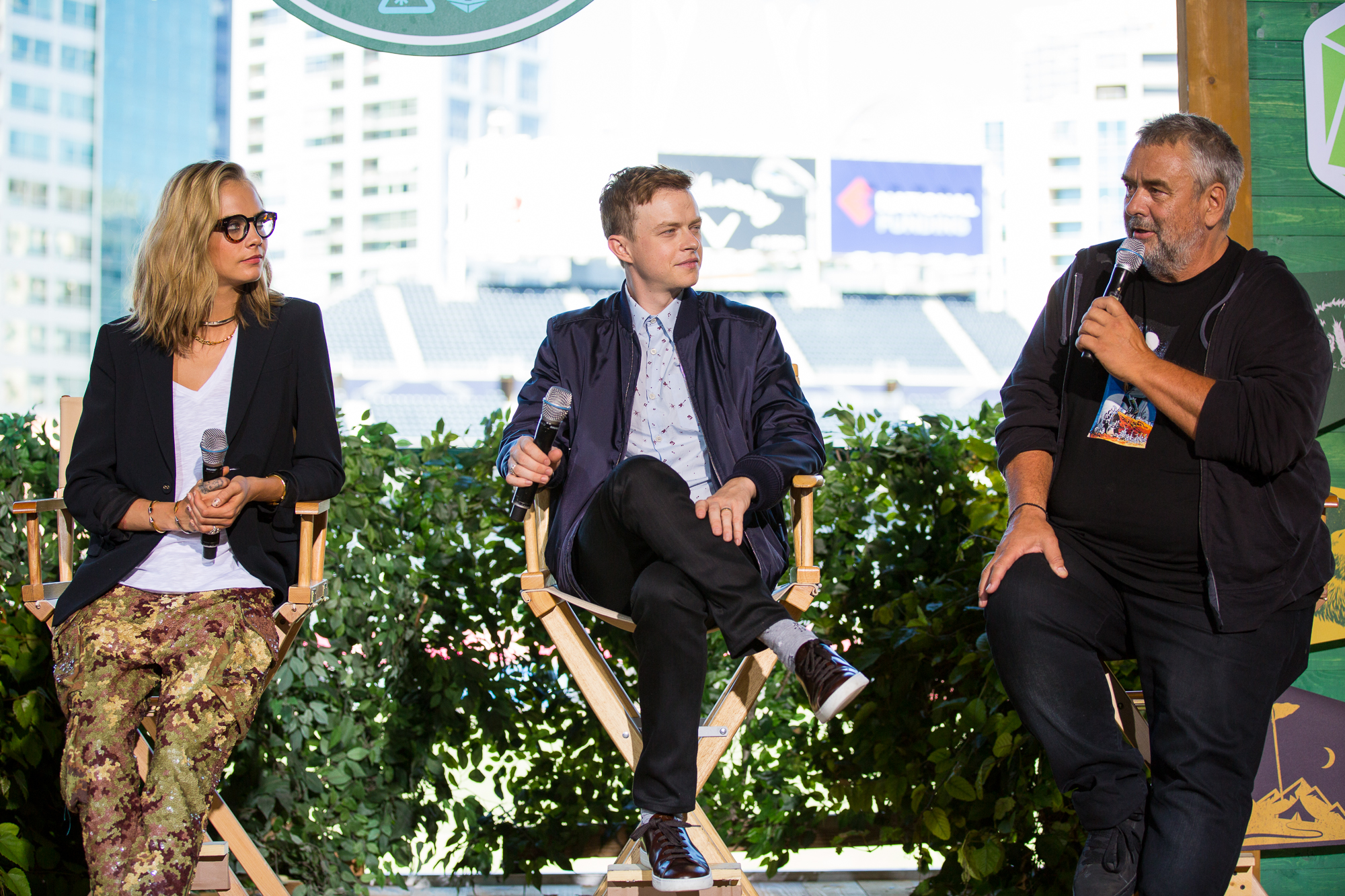
Cara Delevingne, Dane DeHaan és Luc Besson a 2016-os San Diegó-i Comic-Con-on, a film bemutatóján

A kritikák vegyesek voltak, a legtöbb pozitívumként említette a színes, gazdag látványvilágot változatos helyszínekkel és lényekkel, valamint a film kezdését, negatívumként hozták fel viszont az egyszerű, néhol egészen közhelyesen folytatódó cselekményt és a színészgárdát, élen a két főszereplőt alakító Dane DeHaant és Cara Delevingne-t, akiket hitelteleneknek tartottak a szerepeikre, különösen a címszereplő DeHaant, de a súlytalan negatív főszereplőt sem írták a film javára, valamint Rihanna karakterének sem látták értelmét. Többen hasonlították a filmet a rendező korábbi ismert sci-fijéhez, Az ötödik elemhez, aminek ehhez képest szerintük sokkal jobb története és szereplői voltak.

## Magyarul olvasható
- Christie Golden: Valerian és az ezer bolygó városa. Hivatalos könyvváltozat; ford. Bujdosó István; Bluemoon–Édesvíz, Bp., 2017